# Mont Saint-Joseph (Avignon)
Le mont Saint-Joseph est une montagne des monts Notre-Dame située à Carleton-sur-Mer, en Avignon, dans la péninsule gaspésienne, au Québec. Le sommet, un site patrimonial cité, accueille l'oratoire Notre-Dame-du-Mont-Saint-Joseph.

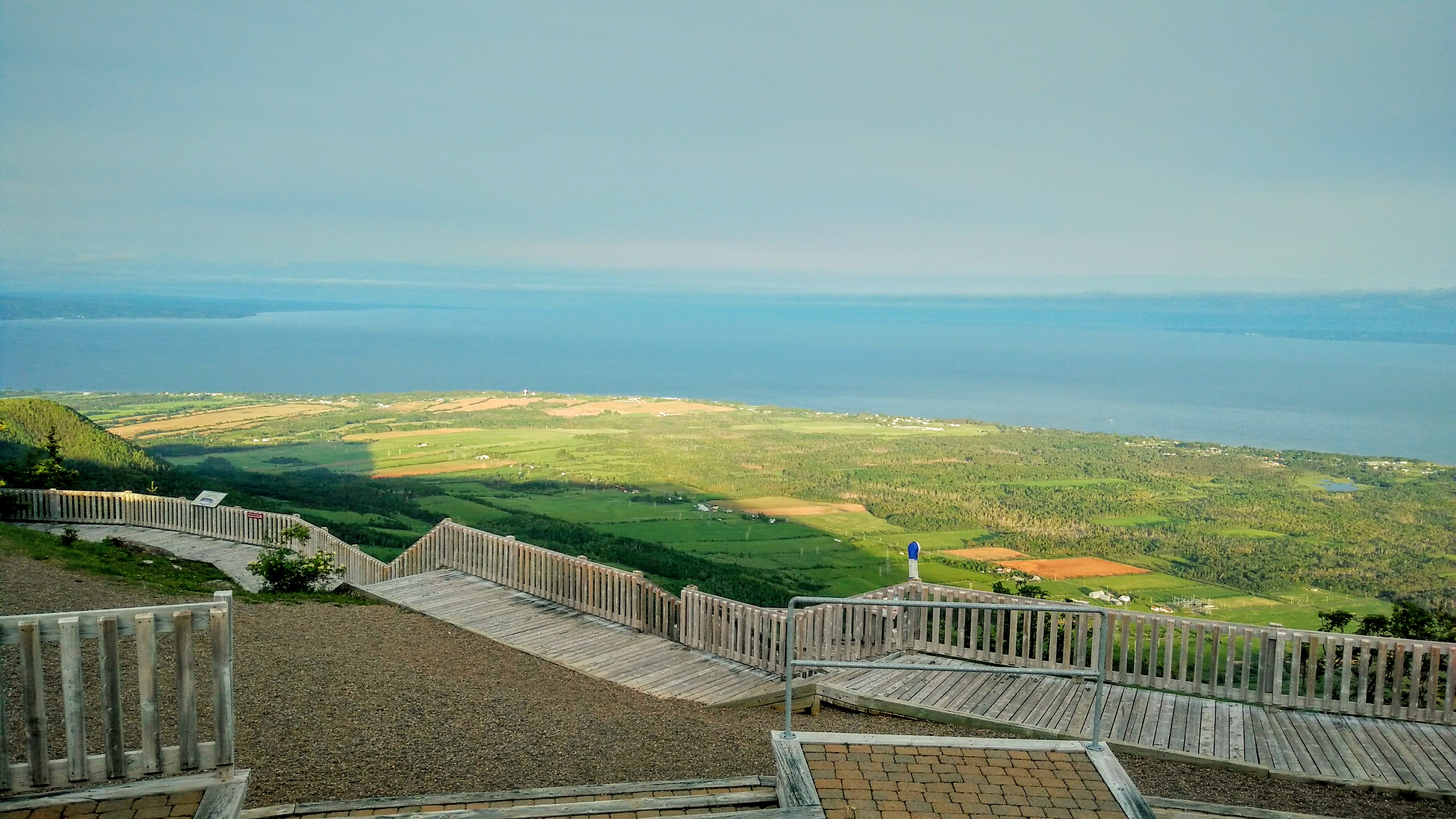
Vue vers le sud-ouest depuis le promontoire de l'oratoire, avec la plaine agricole de Maria en avant-plan et la baie des Chaleurs en arrière-plan.
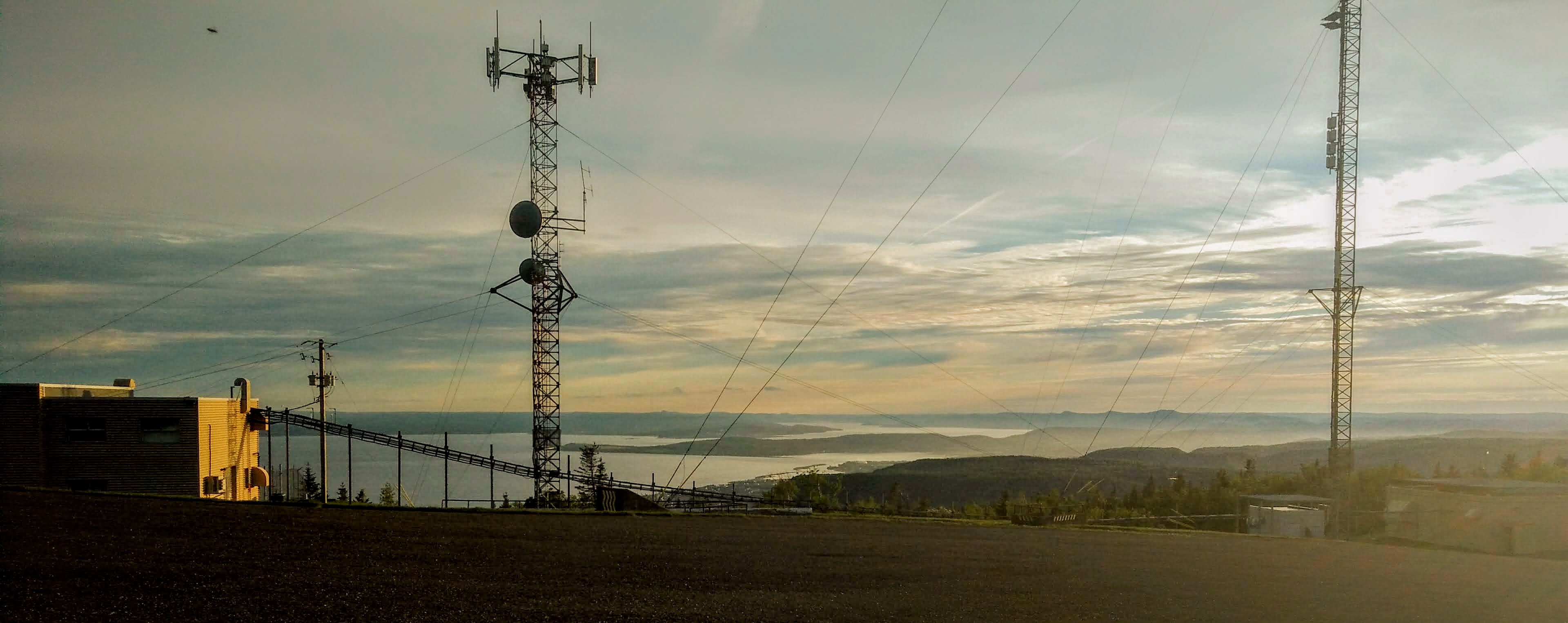
Vue vers le sud-ouest depuis le sommet, avec les pylônes de télécommunication en avant-plan et la pointe de Miguasha départageant l'estuaire de la rivière Restigouche de la baie des Chaleurs en arrière-plan.